# Alessandro Moreira
Alessandro Moreira dos Santos conhecido como Alessandro Moreira (Anápolis , 01 de setembro de 1972) é um Administrador e político brasileiro, filiado ao Progressistas.  Nas eleições de 2022, foi eleito deputado estadual em Goiás com 23.345 votos (0,63% dos votos válidos). É filho do ex-deputado Iso Moreira, que foi deputado por seis mandatos consecutivos, de família politica foi prefeito de Alvorada do Norte por dois mandatos consecutivos, nas gestões de 2001/2004 e 2005/2008.